# Autobahnknoten Konotopa
Der Autobahnknoten Konotopa (polnisch: Węzeł autostradowy Konotopa) liegt nordwestlich der polnischen Stadt Warschau nahe der Ortschaft Konotopa in der Woiwodschaft Masowien. Er verbindet die polnische Autobahn A2 und mit den Schnellstraßen S2 und S8 (zukünftig auch mit der S7) miteinander.

## Geschichte
Der Bau des Knotens erfolgte zusammen mit dem Bau des Unterabschnittes E der Autobahn A2 von Łódź bis Warschau in den Jahren 2010–2012. Die Verbindungsrampen von der A2 zur S8 bzw. von der S8 zur A2 wurden am 23. Mai 2012 zusammen mit einem Teilstück der A2 bis zum Knoten Pruszków und dem Teilstück der S8 bis zum Knoten Warszawa-Zachód (dt.: Warschau-West), der von 19. Januar 2011 bis zu diesem Datum als provisorisches Ende der S8 in Warschau diente, dem Verkehr übergeben. Die Eröffnung der Verbindungen von und zur S2 erfolgte mit der Inbetriebnahme des Teilstücks bis zum Knoten Warszawa-Aleja Krakowska am 31. Juli 2013.

## Aktueller Stand
Folgende Richtungen stehen zur Auswahl:
- Autobahn A2 in westlicher Richtung nach Lodz, Posen
- Schnellstraßen S2/S7/S8 in südöstliche Richtung der südlichen Warschauer Bezirke sowie nach Katowice, Krakau
- Schnellstraßen S7/S8 in nordöstliche Richtung der nördlichen Warschauer Bezirke, Danzig, Białystok

## Sonstiges
Der Knoten ist in Form eines Dreiecks aufgebaut. Auf je einem Brückenbauwerk werden die Verbindungsrampen von der A2 zur S8 in Richtung Białystok sowie von der S8 aus der Richtung Białystok zur S2/S8 über die Hauptfahrbahnen geführt. Zusätzlich wurden zur Über- bzw. Unterführung von lokalen Straßen im Rahmen des Knotens vier weitere Brückenbauwerke gebaut. Alle Verbindungsrampen sind mit zwei Fahrstreifen ausgestattet.